# 2007
2007 هي سنة بسيطة بدأت يوم الاثنين وهي السنة السابعة للألفية الثالثة والسنة الثامنة للقرن 21.
أُختيرت سنة 2007 لتكون السنة الدولية للفيزياء الشمسية و‌السنة القطبية الدولية و‌السنة الدولية للغات.

## أحداث
- حصار القواعد البريطانية في البصرة في الفترة ما بين 27 فبراير و3 سبتمبر.
- نهاية الاقتتال الفلسطيني الداخلي في 2007 والتي بدأت في 2006.

### يناير
- 1 يناير - انضمام بلغاريا ورومانيا إلى الاتحاد الأوروبي.
- 1 يناير - إعلان اليورو عملة رسمية في سلوفينيا بعد التخلي عن الدولار.
- 1 يناير - وصول الكوري الجنوبي بان كي مون إلى منصب الأمين العام للأمم المتحدة، وذلك خلفًا لكوفي أنان.
- 1 يناير - منع التدخين في الأماكن العامة في هونغ كونغ.
- 1 يناير - الرحلة الجوية المدنية لخطوط آدم رقم 572، في إطار رحلة عادية تختفي، وتم إيجاد الحطام بلا الطائرة بعد عشرة أيام.
- 1 يناير - انضمام أنغولا إلى منظمة الأوبك.
- 1 يناير - الحرب في الصومال: مقاتلو المحاكم الإسلامية يتركون آخر معاقلهم في كيسمايو ويفرون إلى الحدود الكينية.
- 2 يناير - وصول الحكومة الجديدة بالقوة إلى الحكم في غيلباتلار.
- 3 يناير - الحكومة الصينية تقوم بغارات ضد الإرهاب في زيجيانغ.

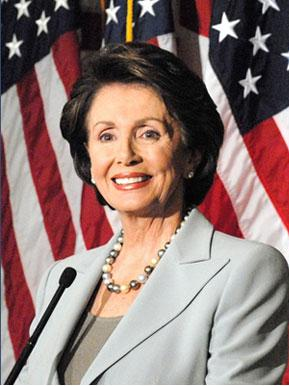
نانسي بيلوسي

- 4 يناير - وصول نانسي بيلوسي إلى منصب رئيس مجلس النواب الأميركي.
- 8 يناير - دانييل أورتيغا يصبح رئيس نيكاراغوا للمرة الثانية.
- 8 يناير - الإمدادات الروسية للنفط لبولندا، وألمانيا، وأوكرانيا تتوقف بعد تصاعد النزاع الروسي-البيلاروسي على الطاقة، حيث تجدد بعد ثلاثة أيام.
- 9 يناير -الحرب في الصومال: الطائرات الأميركية تقوم بغارات جوية على معاقل الإرهابيين.
- 9 يناير - طائرة جوية قتالية من نوع تور-م اناتوف ان-26 تسقط في منطقة البلد في بغداد. والجيش الإسلامي يزعم تفجيره لها.
- 9 يناير - شركة ماكينتوش تعلن إنتاج الأيفون (iphone) خلال الملتقى العالمي للشركة.
- 10 يناير - الرئيس الأميركي جورج بوش يعلن خطة لإرسال 21500 جنديًا إضافيًا إلى العراق.
- 11 يناير - في بنغلادش، الرئيس لاجدين أحمد يعلن حالة الطوارئ، بعد سلسلة من التظاهرات التي أتت نتيجة الانتخابات الوطنية في البلاد.
- 11 يناير - فيتنام تنضم لمنظمة التجارة العالمية لتصبح العضو ال150 فيها.
- 11 يناير - الصين تنجح باختيار قاعدة صواريخ بالستية قادرة على إصابة أقمار اصطناعية في مدارها، الأمر الذي أثار حفيظة الدول الغربية.
- 12 يناير - قاضي أرجنتيني يضم اعتقال الرئيس الأرجنتيني الأسبق إيزابيل مارتينيز دو بيرون لصلته باختفاء موظف في منظمة حقوق الإنسان في العام 1976.
- 12 يناير - السفارة الأميركية في أثينا تتعرض لهجوم صاروخي أسفر عن خسائر مادية، ولا إصابات.
- 12 يناير - وصول المذنب ماكنوت، الأكثر إشعاعا طيلة 40 عاما، إلى فترة الحضيض.
- 13 يناير - غرق الناقلة اليونانية «سيرفير» قبالة السواحل النروجية مخلفة بذلك تسرب 200 طن من النفط الخام.
- 14 يناير - اتفاق بين منظمة الصليب الأحمر الدولي ومنظمة الهلال الأحمر الدولي على اعتماد الكريستالة الحمراء شعارا غير دينيا لهما في عمليات الإنقاذ الدولي.
- 17 يناير - لقي 40 شخصا حتفهم بعد عواصف إعصارية هبت غرب أوروبا.
- 17 يناير - أحتجاجات في الهند والمملكة المتحدة ضد المسلسل البريطاني celebrity big brother بعد التمييز العنصري للممثلين جايد غودي، دانييل لويد وجو اومارا تجاه الممثلة في بوليوود شيلبا شيتي.
- 17 يناير - ساعة الدمار الشامل، المتعلقة بتحديد مستوى التهديد العلمي بحرب نووية، تقدم من 7 دقائق إلى 5 دقائق من منتصف الليل، أي من بداية الحرب النووية في العالم.
- 17 يناير - مذنب ماكنوت، الأكثر توهجا طيلة 40 سنة، يصبح مرئيا بالعين المجردة في النصف الجنوبي من الكرة الأرضية.

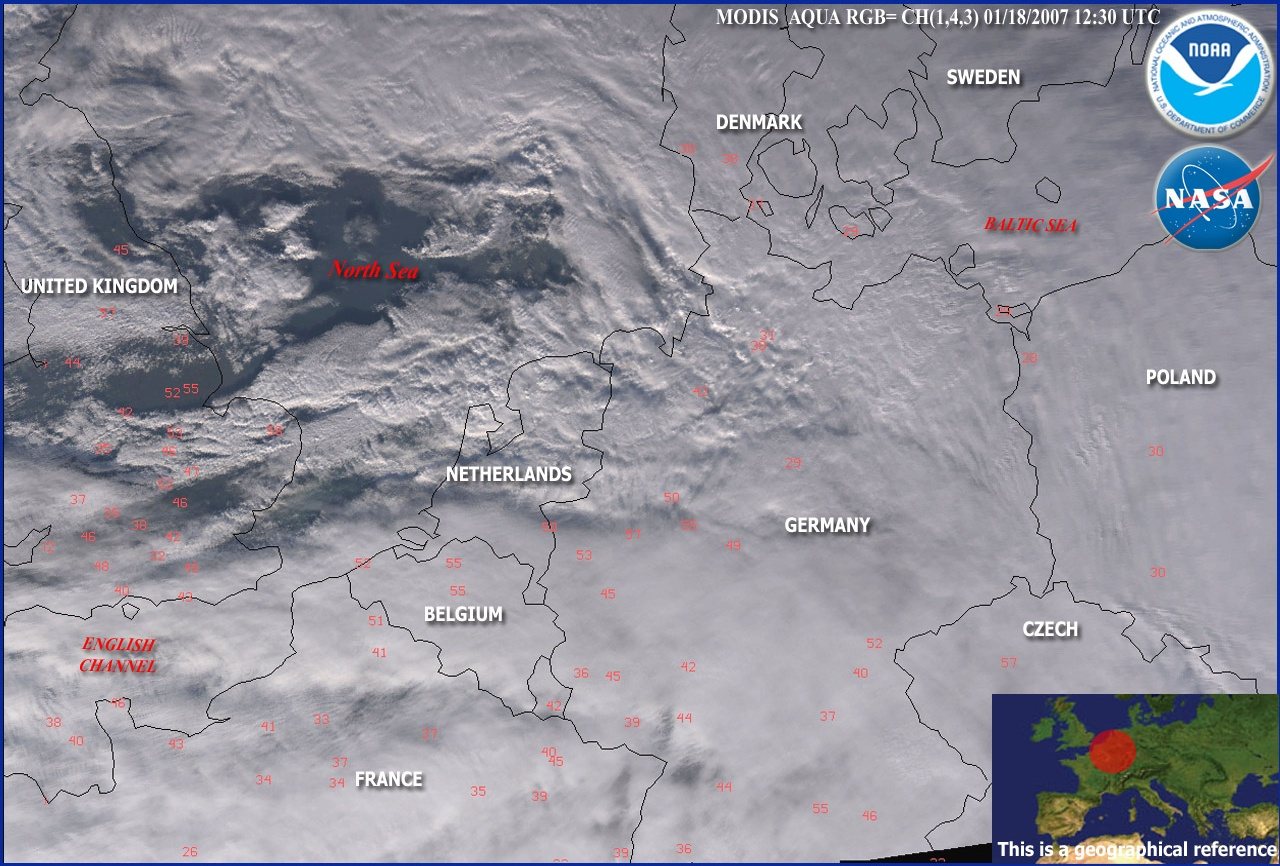
إعصار كيريل يمر بشمال أوروبا

- 18 يناير - العاصفة الأكثر شدة في بريطانيا في 17 عاماً تحصد أرواح 14 شخصاً، والأكثر شدة في ألمانيا منذ عام 1999 تحصد أرواح 13 شخصاً. وقد كان إعصار كيريل قد حصد أرواح 44 شخصا في 20 دولة في غرب أوروبا.
- 19 يناير - إسرائيل تفرج عن أكثر من 100 مليون دولار أميركي لصالح السلطة الفلسطينية في خطوة نحو دعم موقع الرئيس الفلسطيني.
- 22 يناير - مقتل حوالي 88 شخصاً في تفجير في أحد أسواق بغداد.
- 24 يناير - وزارة العدل الإسرائيلية ترفع سلسلة من الدعاوي المتعلقة بالاعتداء الجسدي والتمسك بالسلطة ضد الرئيس الإسرائيلي موشيه كاتساف.
- 25 يناير - الرئيس الإسرائيلي يتنحى عن منصبه مؤقتا بعد الفضيحة الجنسية المتعلقة به.
- 28 يناير - مقتل ما لا يقل عن 300 شخص الذي من المزعوم أنهم من المقاومة العراقية بعد اشتباكات عنيفة جرت بين الجيش الأميركي والمقاومة العراقية في النجف.
- 28 يناير - 4 فبراير - الألعاب الشتوية الآسيوية تجرى في شانغشان في الصين.
- 29 يناير - انتحاري يقتل 3 أشخاص في ايلات في إسرائيل.
- 30 يناير - شركة مايكروسوفت تصدر نسختي ويندوز فيستا ووورد 2007.
- 31 يناير - مجلس النواب الفنزويلي يمدد للرئيس هوغو شافيز بموجب مرسوم لمدة 18 شهراً.
- 31 يناير - المساهمون في شركة دلتا فورس الجوية يرفضون محاولة الحكومة الأميركية للسيطرة عليها.
- 31 يناير - ليلة من الرعب تسود في مدينة بوسطن حيث استخدمت الأسلحة المستخدمة في البرنامج الأميركي Aqua Teen Hunger Force كأسلحة حقيقية.

### فبراير
- 1 فبراير - رئيس مجلس الوزراء البريطاني توني بلير يستدعى للتحقيق معه كشاهد للمرة الثانية في مجلس النبلاء.
- 2 فبراير - إعصار غير موسمي في وسط فلوريدا يسفر عنه مقتل 20 شخصا على الأقل.
- 2 فبراير - الرئيس الصيني هو جنتاو يعقد سلسلة من الاتفاقيات الاقتصادية مع السودان.
- 2 فبراير - الحرب في الصومال: مقتل 8 أشخاص في هجوم بقذائف المورتر في العاصمة الصومالية مقديشو.
- 2 فبراير - مارتي أنثيساري يعلن عن خطة للأمم المتحدة في كوسوفو، والحكام الصرب يستنكرونها.
- 2 فبراير - الملتقى الدولي حول تغير المناخ يصدر تقريره الرابع حيث حدد المجتمعون مشكلة تغير المناخ كمشكلة مهيمنة على البشر.
- 3 فبراير - فيروس إنفلونزا الطيور H5N1 يكتشف في مزرعة تابعة لشركة الدجاج الرومي لبرنارد ماثيوز في سوفولك، بريطانيا.
- 3 فبراير - إعلان حالة الطوارئ في اندونيسيا بعد حصول فيضانات متعلقة بظاهرة النينو.
- 3 فبراير - تفجير شاحنة في أوقات الذروة في بغداد يودي بحياة 135 شخصا، ويؤدي إلى جرح 399 آخرين.
- 10 فبراير - سناتور إلينوي باراك أوباما يعلن قبول ترشحه لرئاسة الولايات المتحدة وذلك في سبرينغفيلد، إلينوي.
- 11 فبراير - الناخبون البرتغاليون يوافقون على الإجهاض، وذلك في استفتاء عام.
- 12 فبراير - رجل مسلح يقتل 5 أشخاص في المول التجاري ترولي سكوير في مدينة سالت لايك في مقاطعة يوتاه الأميركية بعد أن يتم قتله من قبل الشرطة لترتفع حصيلة القتلى إلى 6.
- 13 فبراير - إعلان كوريا الشمالية عن إغلاق كافة النشاطات النووية في بيونغ يانغ بحلول 14 أبريل تمهيدا للوصول إلى تجريد كوريا الشمالية بالكامل.وقد حصلت بالمقابل على 50000 طن من النفط الثقيل.
- 13 فبراير - الزعيم التايواني المعرض ما جينج هيو يستقيل من منصبه كأمين السر لحزب كيومينتانغ بعد اتهامه بقضية اختلاس، ويعلن عن ترشحه لانتخابات الرئاسة في العام 2008.
- 22 فبراير - حريق هائل يؤدي إلى أحداث 25 إصابة في المركز الطبي في منطقة السونغا، لاتفيا.
- 22 فبراير - تفجير في ضريح الإمامين علي الهادي والحسن العسكري في سامراء يؤدي إلى تدمير قبة المرقد والحاق اضرار كبيرة به.
- 25 فبراير - الوكالة الأوروبية للفضاء تعلن عن نجاح المهمة المرورية للمركبة روزيتا بالمريخ.

### أبريل
- 3 أبريل - تعيين الشيخ حمد بن جاسم بن جبر آل ثاني رئيس لوزراء قطر
- 5 أبريل - الإفراج عن 15 جنديا بريطانيا محتجزا في إيران.
- 11 أبريل - تفجير انتحاري في الجزائر العاصمة أدى لمقتل حوالي 23 شخصا.
- 12 أبريل تفجير جسر الصرافية في بغداد ومقتل عشرة أشخاص في تفجير انتحاري بشاحنة على الجسر.
- 15 أبريل - مقتل 47 شخصا في تفجير انتحاري في كربلاء.
- 15 أبريل - تفجير انتحاري في الدار البيضاء.
- 16 أبريل - مذبحة جامعة فرجينيا التي أسفرت عن مقتل 33 شخصا في جامعة فرجينيا للتقنية بالولايات المتحدة

### مايو
- 3 مايو - انتخاب نيكولا ساركوزي رئيسا لفرنسا بعد تغلبه على منافسته سيغولين رويال بنسبه 53% في الانتخابات الرئاسية الفرنسية
- 20 مايو - نجم كرة القدم البرازيلي روماريو يصبح ثاني لاعب في العالم يسجل ألف هدف في الملاعب بعد مواطنه بيليه
- 23 مايو - إيه سي ميلان يفوز ب دوري ابطال أوروبا - للمرة السابعة بعد الفوز على نادي ليفربول،

### يونيو
- 3 يونيو - إعصار جونو يضرب سواحل سلطنة عمان
- 13 يونيو - تفجير بواسطة عبوات ناسفة في ضريح الإمامين علي الهادي والحسن العسكري أدى إلى تدمير مأذنتي المرقد بالكامل.
- 27 يونيو - استقالته طوني بلير من منصب رئيس الوزراء البريطاني واستلام غوردن براون خلفًا له

### يوليو
- 7 يوليو - انطلاق الحراك الجنوبي المطالب باستعادة الجنوب العربي في جنوب اليمن.

### أغسطس
- 28 أغسطس - انتخاب عبد الله غل رئيسا لتركيا خلفا لأحمد نجدت سيزر

### نوفمبر
- 23 نوفمبر - الانتخابات الرئاسية اللبنانية
- 27 نوفمبر - انعقاد مؤتمر أنابوليس في أنابوليس، ماريلاند، بالولايات المتحدة الأمريكية

### ديسمبر
- 11 ديسمبر - حدوث تفجيران انتحاريان في وسط الجزائر العاصمة
- 13 ديسمبر - إعلان جوجل عن مشروع كنول
- 27 ديسمبر - اغتيال بينظير بوتو رئيسة وزراء باكستان السابقة وما لا بقل عن 20 آخرين

## وفيات
المقال الرئيسي: وفيات 2007

### يناير
- 5 يناير - الممثلة المصرية سعاد نصر
- 7 يناير - الممثل المصري إيهاب نافع
- 9 يناير - الممثل السوداني إبراهيم خان
- 14 يناير - الكاتب المصري أحمد محمد عوف
- 15 يناير السياسي العراقي برزان إبراهيم التكريتي مواليد 1951

### فبراير
- 6 فبراير - الفنان التشكيلي صلاح طاهر.
- 8 فبراير - الممثلة الأمريكية أنا نيكول سميث.
- 15 فبراير - مقتل المطربة والممثلة المصرية فاتن فريد في شقتها بالهرم.

### أبريل
- 10 أبريل - الممثلة المصرية نوال أبو الفتوح
- 12 أبريل - مقتل النائب العراقي محمد عوض وعدد آخر من الموظفين في تفجير انتحاري في مقهى البرلمان العراقي في بغداد.
- 13 أبريل - جعفر محمود آدم.
- 17 أبريل - وفاة الموسيقار والملحن المصري حسن أبو السعود عن عمر ناهز ال59 على إثر هبوط حاد بالدورة الدموية.

### مايو
- 1 مايو - وفاة الممثل المصري عمران بحر بالجيزة عن عمر ناهز ال76
- 5 مايو - وفاة الأمير عبد المجيد بن عبد العزيز آل سعود أمير منطقة مكة المكرمة اثر مرض عانى منه.
- 7 مايو - وفاة الملحن المصري رياض الهمشري في بيروت عن عمر ناهز ال48 على إثر أزمة قلبية مفاجئة وحادة للغاية.
- 8 مايو - عبد الله الفيصل بن عبد العزيز آل سعود، أمير سعودي.
- 18 مايو- الأميرة ريما (متوفيه) في جمادى الأولى 1428هـ - 18مايو 2007م عن عمر يناهز "42" عامًا
- 31 مايو - عبد الرحمن العمري، معتقل سعودي توفي في سجن غوانتانامو.

### يونيو
- 10 يونيو - وفاة السينارست المصري عبد الحي أديب بجنيف بسويسرا عن عمر ناهز ال78 على إثر أزمة قلبية حادة.
- 14 يونيو - وفاة كورت فالدهايم رئيس النمسا عن عمر ناهز ال88
- 24 يونيو - وفاة المصارع الكندي كريس بنوا.

### يوليو
- 6 يوليو - تفجير بشاحنة مفخخة أدى لمقتل 105 أشخاص على الأقل وجرح حوالي 240 آخرين في بلدة آمرلي التركمانية جنوب كركوك في العراق.
- 14 يوليو - إبراهيم الأسود بنحمادي، قصاص ومثقف تونسي معاصر.

### سبتمبر
- 2 سبتمبر - وفاة المطربة المغربية رجاء بلمليح.
- 6 سبتمبر - وفاة مغني الأوبرا الإيطالي لوتشانو بافاروتي.
- 14 سبتمبر - وفاة الممثل المصري حسين الشربيني على إثر أزمة قلبية مفاجئة أثناء تناوله طعام الإفطار بعد أدائه صلاة المغرب في شهر رمضان عن عمر ناهز ال71، وكان يعاني قبل ذلك من مرض سكر أدى إلى بطء في الحركة وإتكائه على عصا أثناء المشي.
- 24 سبتمبر - هيروشي أوساكا، رسام أنمي ياباني.

### أكتوبر
- 4 أكتوبر - وفاة اللواء قاسم الناصر، من رجالات الأردن.
- 23 أكتوبر - وفاة العقيد مبارك الحسنات

### نوفمبر
- 1 نوفمبر - أحمد شفيق، جراح مصري.
- 12 نوفمبر - وفاة الممثل الكوميدي المصري يونس شلبي بإحدى مستشفيات المنصورة مسقط رأسه عن عمر ناهز ال58 على إثر أزمة تنفسية شديدة الخطورة داهمته أعوام عديدة.

### ديسمبر
- 7 ديسمبر - عمر الخطيب، مذيع وأكاديمي أردني.
- 31 ديسمبر - محمد عثمان الصيد، رئيس وزراء ليبي سابق.

## جوائز عالمية

### جائزة نوبل
- في الفيزياء – الفرنسي البرت فير والألماني بيتر غرونبيرغ.
- في الكيمياء – الألماني غيرهارد إرتل.
- في الطب – البريطاني مارتن إيفانز والأمريكيان ماريو كابيتشي وأوليفر سميثيز.
- في الأدب – البريطانية دوريس ليسينغ.
- في السلام – الأمريكي آل جور واللجنة الدولية للتغيرات المناخية.
- في الاقتصاد – الأمريكيين روجر ميرسون وإيريك ماسكين وليونيد هورفيتش.

### جائزة الملك فيصل العالمية
- في خدمة الإسلام – الروسي منتيمر شايميف.
- في الدراسات الإسلامية – الفرنسي رشدي حفني راشد.
- في اللغة العربية والأدب – مناصفة بين المغربي محمد عبد الله العمري والمصري مصطفى عبده ناصف.
- في الطب – مناصفة بين الكندي فيرناند لابري والأمريكي باتريك وولش.
- في العلوم – البريطاني فريزر ستودارت.